# 11614 Istropolitana
11614 Istropolitana (1996 AD2) là một tiểu hành tinh vành đai chính được phát hiện ngày 14 tháng 1 năm 1996 bởi Adrián Galád và A. Pravda ở Modra.